# Andalucía (wielerploeg)
Andalucía is een Spaanse wielerploeg die deel uitmaakt van de UCI Europe Tour. De thuisbasis en hoofdsponsor van de ploeg is de autonome regio Andalusië, voor Caja Granada waren Paul Versan en Cajasur de cosponsor.

## Bekende (oud-)renners
- Javier Moreno (2008-2010)
- Antonio Piedra (2008-2011)
- Xavier Tondó (2008)
- Ángel Vicioso (2009-2010)

## Grote rondes
| Jaar | Ronde van Italië   | Ronde van Italië | Ronde van Frankrijk | Ronde van Frankrijk | Ronde van Spanje                    | Ronde van Spanje         |
| Jaar | hoogste klassering | etappewinst      | hoogste klassering  | etappewinst         | hoogste klassering                  | etappewinst              |
| ---- | ------------------ | ---------------- | ------------------- | ------------------- | ----------------------------------- | ------------------------ |
| 2007 | geen deelname      | geen deelname    | geen deelname       | geen deelname       | 18e Luis Pérez Rodríguez            | 18e Luis Pérez Rodríguez |
| 2008 | geen deelname      | geen deelname    | geen deelname       | geen deelname       | 21e Javier Moreno                   |                          |
| 2009 | geen deelname      | geen deelname    | geen deelname       | geen deelname       | 47e Manuel Calvente                 |                          |
| 2010 | geen deelname      | geen deelname    | geen deelname       | geen deelname       | 52e Javier Moreno                   |                          |
| 2011 | geen deelname      | geen deelname    | geen deelname       | geen deelname       | 72e Antonio Piedra Adrián Palomares |                          |
| 2012 | geen deelname      | geen deelname    | geen deelname       | geen deelname       | 94e Sergio Carrasco                 |                          |